# Unitat d'Aran
Unitat d'Aran-Partit Nacionaliste Aranès (UA-PNA; en español: Unidad de Arán - Partido Nacionalista Aranés) es un partido político español del Valle de Arán. Se define como progresista, autonomista, municipalista, aranesista y defensor de los derechos del Valle de Arán como una unidad diferenciada de Cataluña cultural y lingüísticamente.
Su secretario general es Francés Boya Alòs y ha venido presentándose a las elecciones al Consejo General de Arán en coalición con el Partido de los Socialistas de Cataluña (PSC) desde 1995. Francés Boya Alòs ha sido elegido Sindic dos veces. La segunda abandonando el cargo para ir al Ministerio para la Transición Ecológica y el Reto Demográfico para ser Secretario General para el Reto Demográfico, dando paso a su número dos Maria Vergés como Sindica d'Aran.

## Resultados electorales
| Elecciones | Denominación                             | Votos     | Porcentaje | Escaños | +/-         |
| ---------- | ---------------------------------------- | --------- | ---------- | ------- | ----------- |
| 1991       | Unitat d'Aran-Partit Nacionaliste Aranés | 1478 (#2) | 38,67%     | 6/13    |             |
| 1995       | Unitat d'Aran-Partit Nacionaliste Aranés | 1305 (#2) | 30,36%     | 4/13    | 2           |
| 1999       | Unitat d'Aran-PSC                        | 1311 (#2) | 29,75%     | 2/13    | 2           |
| 2003       | Unitat d'Aran-PM-PSC                     | 1895 (#2) | 39,14%     | 5/13    | 3           |
| 2007       | Unitat d'Aran-PM-PSC                     | 2198 (#1) | 46,13%     | 6/13    | 1           |
| 2011       | Unitat d'Aran-PM-PSC                     | 1965 (#2) | 41,11%     | 5/13    | 1           |
| 2015       | Unitat d'Aran-PSC                        | 2193 (#1) | 45,66%     | 5/13    | Sin cambios |
| 2019       | Unitat d'Aran-PSC                        | 2527 (#1) | 49,72%     | 9/13    | 4           |
| 2023       | Unitat d'Aran-PSC                        | 2279 (#1) | 49,05%     | 9/13    | Sin cambios |